# Fluminicola merriami
Fluminicola merriami е вид коремоного от семейство Lithoglyphidae.

## Разпространение
Видът е разпространен в САЩ.